# Marcin Trojok
Marcin Trojok (ur. 14 listopada 1896 w Kielczy, zm. 5 lutego 1969 w Mikołowie) – polski pedagog, działacz społeczno-narodowy.

## Życiorys
Urodził się 14 listopada 1896 roku w Kielczy. Po ukończeniu miejscowej szkoły powszechnej kształcił się w seminarium nauczycielskim, najpierw w Oleśnie, a następnie w Głogówku. W 1919 roku otrzymał tytuł nauczyciela, po czym rozpoczął pracę w szkole w Sieroniowicach, gdzie nauczał do 1922 roku. Uczestniczył w akcji plebiscytowej na terenie powiatu strzeleckiego. 
1 września 1922 roku otrzymał nominację na kierownika szkoły powszechnej w Podlesiu (późniejsza część Katowic), pełniąc tę funkcję do 1939 roku. W 1927 roku zorganizował ochronkę dla dzieci.
W latach międzywojennych był członkiem Polskiego Związku Zachodniego, Związku Obrony Kresów Zachodnich, Ligi Obrony Powietrznej Państwa i pełnomocnikiem Obozu Zjednoczenia Narodowego w Podlesiu. Ponadto był działaczem koła Podlesie Narodowo-Chrześcijańskiego Zjednoczenia Pracy, gdzie wchodził w skład komisji rewizyjnej, a także był członkiem Komisji Kwalifikacyjnej dla nauczycieli szkół powszechnych.
W czasie II wojny światowej pracował w hucie „Julia” w Bobrku oraz prowadził księgi miejscowych kupców. W latach 1943–1945 (bądź 1942–1943) pracował w zarządach majątków na terenie Generalnego Gubernatorstwa. Po powrocie na Górny Śląsk początkowo był księgowym w Fabryce Palenisk Mechanicznych w Mikołowie, a w latach 1945–1961 był dyrektorem Szkoły Podstawowej w Podlesiu. Z jego inicjatywy założono przedszkole, a w latach 1958–1961 uczestniczył w budowie „tysiąclatki”.
Zmarł 5 lutego 1969 roku w Mikołowie. Pochowany został na cmentarzu przy ulicy P. Michałowskiego w Katowicach.

## Odznaczenia
- Medal 10-lecia Polski Ludowej (1954)[7]
- Krzyż Oficerski Orderu Odrodzenia Polski (1959)[8]

## Upamiętnienie
- Ulica Marcina Trojoka w Katowicach, na terenie dzielnicy Podlesie[9],